# اژدر اسماعیلوف
اژدر اسماعیلوف (انگلیسی: Ajdar Ismailov؛ زادهٔ ۲۳ آوریل ۱۹۳۸ – ۱۳ مارس ۲۰۲۲) دانشمند ادبیات آذربایجانی و اهل جمهوری آذربایجان بود. (نام کامل: اژدر تقی اسماعیلوف؛ متولد شهرستان شرور آذربایجان) وی عضو شورای امنیت ملی آذربایجان، شورای امنیت ملی نخجوان، شورای امنیت جمهوری آذربایجان، استاد دکترای علوم فلسفه، یکی از پایه‌گذاران جدید حزب جمهوری آذربایجان بود.

## زندگی‌نامه
اژدر اسماعیلوف تحصیلات خود را در سال ۱۹۶۱ در دانشکده زبانشناسی دانشگاه دولتی باکو به پایان رساند. وی از سال ۱۹۶۱ معلم مدرسه، کارمند روزنامه «شرگ گاپیزی» (Sherg gapisi) که از سال ۱۹۲۱ به عنوان ارگان جمهوری خودمختار نخجوان تأسیس شد و از سال ۱۹۹۶ منتشر می‌شود کار کرد. در سالهای ۱۹۷۷–۱۹۷۱ و استاد ادبیات در دانشگاه دولتی نخجوان، استاد ارشد و در سال‌های ۱۹۷۷ تا ۱۹۹۴ استاد دانشگاه بوده‌است.